# Calor latente
Calor latente, também chamado de calor de formação, é a grandeza física relacionada à quantidade de calor que uma unidade de massa de determinada substância deve receber ou ceder para mudar de fase, ou seja, passar do sólido para o líquido, do líquido para o gasoso e vice-versa. Durante a mudança de fase a temperatura da substância não varia, mas seu estado de agregação molecular se modifica.
O calor latente pode ter valores tanto positivos quanto negativos. É positivo se a substância estiver recebendo calor e negativo se estiver cedendo calor. No Sistema Internacional de Unidades (SI), a unidade é J/kg (joule por quilograma). Outra unidade usual é caloria por grama (cal/g). A unidade caloria tende a desaparecer à medida que o SI vá sendo implantado pelos países que o aprovaram.

## História

Gráfico de temperatura das fases da água em função do calor introduzido. A linha pontilhada vermelha indica que é necessário introduzir 600 kJ de energia para aquecer 1 kg de gelo a -50 °C até água líquida a 40 °C

A palavra latente vem do latim latēns que significa oculto. O termo foi usado pela primeira vez em 1761 por Joseph Black que deduziu que ao doar calor para um sistema água/gelo não causa o aumento de sua temperatura, e sim um aumento na quantidade de água na mistura. Em seguida Black observou que adicionar calor à água em ebulição também não causava um aumento na temperatura, e sim um aumento do vapor no sistema água/vapor. A partir dessas observações, Black concluiu que o calor aplicado deveria ter se combinado com as partículas do gelo e da água fervente e se tornado latente. Sua teoria marca o início da Termodinâmica. Ele também mostrou que diferentes substâncias possuem diferentes calor específico.

## Expressão matemática
Para calcular o calor latente de uma substância, basta dividir a quantidade de calor Q que a substância precisa ganhar ou perder para mudar de fase pela massa m da mesma.
{\displaystyle L={Q \over m}\Rightarrow Q=m.L}
Temos que L é o calor latente, a quantidade de energia necessária para que 1g da amostra mude de fase, e pode ser representadas pelas unidades kJ/kg ou cal/g.
Quando a mudança é da fase líquida para a fase gasosa (amostra absorve calor), o calor latente é chamado de Calor de Ebulição/Vaporização (Lv), e seu valor é igual em módulo, porém com o sinal oposto (amostra cede calor) do Calor de Condensação (Lc).
Quando a mudança de fase se dá de sólida para líquida (amostra absorve calor), o calor latente é chamado de Calor de Fusão, e seu valor é igual em módulo e de sinal oposto ao do Calor de Solidificação (amostra cede calor).

### Tabela de calores latentes
A tabela abaixo apresenta alguns elementos e seus respectivos calor latentes e fusão e ebulição, assim como a temperatura de transição de fase.
| Substância | Ponto de Fusão (K) | Coeficiente de Calor Latente de Fusão (kJ/kg) | Ponto de Ebulição (K) | Coeficiente de Calor Latente de Vaporização (kJ/kg) |
| ---------- | ------------------ | --------------------------------------------- | --------------------- | --------------------------------------------------- |
| Hidrogênio | 14,0               | 58,0                                          | 20,3                  | 455                                                 |
| Oxigênio   | 54,8               | 13,9                                          | 90,2                  | 213                                                 |
| Mercúrio   | 234                | 11,4                                          | 630                   | 296                                                 |
| Água       | 273                | 333                                           | 373                   | 2256                                                |
| Chumbo     | 601                | 23,2                                          | 2017                  | 858                                                 |
| Prata      | 1235               | 105                                           | 2323                  | 2326                                                |
| Cobre      | 1356               | 207                                           | 2868                  | 4730                                                |

## Calor latente da água

### Calor latente de condensação
O calor latente de condensação da água, no intervalo de temperatura entre -40°C e 40°C, pode ser aproximado pela função cúbica abaixo:
{\displaystyle L_{\text{água}}(T)=(2500.8-2.36T+0.0016T^{2}-0.00006T^{3})~{\text{J/g}},}
onde a temperatura {\displaystyle T} é usada em °C.

### Calor latente de sublimação
No mesmo intervalo de temperatura, o calor latente de sublimação pode ser aproximado pela função quadrática:
{\displaystyle L_{\text{gelo}}(T)=(2834.1-0.29T-0.004T^{2})~{\text{J/g}}.}